# Wassiljewka (Saratow, Marx)
Wassiljewka (russisch Васи́льевка; deutsch Basel, russisch Базель) ist ein Ort in der Oblast Saratow in Russland.

## Geographie
Das Dorf liegt am linken Ufer der Wolga, der so genannten „Wiesenseite“, etwa 90 km Luftlinie nordöstlich von Saratow. Es gehört zur Landgemeinde Sorkinskoje selskoje posselenije, deren Sitz sich im zwei Kilometer südwestlich gelegenen Dorf Sorkino (früherer deutscher Ortsname: Zürich) befindet, und mit dieser zum Rajon Marx. Die Stadt Marx, das frühere Baronsk bzw. Jekaterinenstadt, liegt knapp 40 km südwestlich des Dorfes.

## Geschichte
Der Ort wurde nach unterschiedlichen Quellenangaben in den Jahren 1764–1766 oder 1767 durch Baron Caneau de Beauregard als lutherisch-wolgadeutsche Kolonie gegründet. Im Unterschied zu einigen anderen zu dieser Zeit gegründeten Kolonien erhielt der Ort sofort bei der Gründung seinen deutschen Namen Basel, auch war der Name Kratz (Кратц), nach dem ersten Dorfvorsteher, anfänglich alternativ im Gebrauch. Während des Ersten Weltkriegs verfügte die zaristische Regierung im Jahre 1915 die Abschaffung aller Ortsbezeichnungen deutschen Ursprungs im Wolgagebiet, und Basel erhielt den russischen Namen Wassiljewka. Im Ort gab es eine lutherische Kirche und drei Schulen.
Nach der Oktoberrevolution wurde der alte Name Basel wieder offiziell verwendet, und nach Schaffung der Autonomen Sozialistischen Sowjetrepublik der Wolgadeutschen (Wolgadeutsche Republik) im Jahre 1924 gehörte der Ort zu deren Kanton Marxstadt. Nach einer Verwaltungsreform im Jahr 1935 gehörte das Dorf bis zur Auflösung der Republik 1941 zu dem aus Kanton Marxstadt ausgegliederten Kanton Unterwalden (der Ort Unterwalden heißt heute Podlesnoje).

### Bevölkerungsentwicklung
| Jahr | Einwohner |
| ---- | --------- |
| 1767 | 83        |
| 1772 | 166       |
| 1788 | 251       |
| 1798 | 295       |
| 1816 | 512       |
| 1834 | 905       |
| 1850 | 1306      |
| 1857 | 1476      |
| 1910 | 4864      |
| 1926 | 2550      |

Infolge des Russischen Bürgerkrieges und dessen Nachwirkungen wurde die gesamte wolgadeutsche Bevölkerung um ein Drittel dezimiert, was sich auch in der zurückgegangenen Einwohnerzahl von Basel widerspiegelt.

## Infrastruktur
Die (bisher nicht auf allen Abschnitten fertiggestellte) Straße R226 von Samara entlang des linken Wolgaufers über Engels (gegenüber Saratow) nach Wolschski (gegenüber Wolgograd) führt unmittelbar südöstlich des Ortes vorbei.